# Torneo Grandes de Centroamérica 1997
El Torneo Grandes de Centroamérica 1997 fue la 16.ª edición de este torneo de fútbol a nivel de clubes de América Central y que contó con la participación de 8 equipos de la región.
El Alianza FC de El Salvador venció al Deportivo Saprissa en la primera final disputada a un único partido en Costa Rica para ganar el título por primera vez, mientras que LD Alajuelense, campeón de la edición anterior, fue eliminado en las semifinales.

## Fase de grupos
En caso de haber empate en el partido, los equipos lanzaban penales en donde el vencedor obtenía un punto adicional.

### Grupo A
| Equipo 1       | Resultado   | Equipo 2       |
| -------------- | ----------- | -------------- |
| Motagua        | 0-0 (4-5 p) | Saprissa       |
| Comunicaciones | 2-2 (3-4 p) | Alianza        |
| Alianza        | 1-1 (4-3 p) | Motagua        |
| Comunicaciones | 1-1 (4-2 p) | Motagua        |
| Saprissa       | 0-1         | Comunicaciones |
| Motagua        | 4-3         | Comunicaciones |
| Comunicaciones | 2-3         | Saprissa       |
| Alianza        | 0-0 (3-2 p) | Comunicaciones |
| Motagua        | 1-1 (2-4 p) | Alianza        |
| Alianza        | 1-0         | Saprissa       |
| Saprissa       | 2-1         | Motagua        |
| Saprissa       | 3-2         | Alianza        |

| Club           | PTS | PJ | PG | PE | PP | GF | GC | +/- |
| -------------- | --- | -- | -- | -- | -- | -- | -- | --- |
| Saprissa       | 11  | 6  | 3  | 1  | 2  | 8  | 7  | +1  |
| Alianza        | 11  | 6  | 1  | 4  | 1  | 7  | 7  | 0   |
| Motagua        | 7   | 6  | 1  | 4  | 1  | 8  | 8  | 0   |
| Comunicaciones | 7   | 6  | 1  | 3  | 2  | 9  | 10 | –1  |

### Grupo B
| Equipo 1    | Resultado   | Equipo 2    |
| ----------- | ----------- | ----------- |
| Alajuelense | 2-2 (4-2 p) | Olimpia     |
| Águila      | 0-0 (4-2 p) | Municipal   |
| Olimpia     | 1-1 (5-6 p) | Águila      |
| Olimpia     | 0-1         | Municipal   |
| Municipal   | 0-1         | Alajuelense |
| Municipal   | 1-0         | Olimpia     |
| Águila      | 1-2         | Alajuelense |
| Municipal   | 3-0         | Águila      |
| Olimpia     | 0-0 (4-2 p) | Alajuelense |
| Águila      | 4-2         | Olimpia     |
| Alajuelense | 3-1         | Municipal   |
| Alajuelense | 3-3 (3-4 p) | Águila      |

| Club        | PTS | PJ | PG | PE | PP | GF | GC | +/- |
| ----------- | --- | -- | -- | -- | -- | -- | -- | --- |
| Alajuelense | 13  | 6  | 3  | 3  | 0  | 11 | 7  | +4  |
| Municipal   | 10  | 6  | 3  | 1  | 2  | 6  | 4  | +2  |
| Águila      | 9   | 6  | 1  | 3  | 2  | 9  | 11 | –2  |
| Olimpia     | 4   | 6  | 0  | 3  | 3  | 5  | 9  | –4  |

## Semifinales
| Equipo 1    | Agr.        | Equipo 2 | Ida | Vuelta |
| ----------- | ----------- | -------- | --- | ------ |
| Municipal   | 2-2 (2-4 p) | Alianza  | 2-2 | 0-0    |
| Alajuelense | 0-41        | Saprissa | 0-4 | n/p    |

1- La serie se jugó a partido único.

## Final
| 11 de junio de 1997 | Saprissa | 0:1 (0:0) | Alianza  | Estadio Ricardo Saprissa Aymá, San José |  |
|                     |          |           | Lugo 83' |                                         |  |

## Campeón
Alianza FC
Campeón
1º título